# Enteucha gilvafascia
Enteucha gilvafascia là một loài bướm đêm thuộc họ Nepticulidae. Nó được tìm thấy ở coastal miền nam Florida.
Sải cánh dài 3.1-3.7 mm. Con trưởng thành bay từ tháng 4 đến cuối tháng 6 và again from đầu tháng 10 đến đầu tháng 1. There seem to be two generations per year.
Ấu trùng ăn Coccoloba uvifera. The mine the leaves of their host plant. 